# Чайлдерс, Джеймс
Джеймс Чайлдерс (англ. James Childers; 8 февраля 1964 — 2 июня 2009) — американец, который был подозреваемым в совершении серийных убийств  на территории города Кларксберг (штат Западная Виргиния). 1 июня 2009 года Джеймс Чайлдерс отправил в полицейский участок Кларксберга пакет с письмами и аудиопленкой, длительностью два часа, которые содержали его признательные показания в совершении как минимум пяти убийств и в совершении четырех поджогов. После изучения его показаний, в местах указанных им были обнаружены скелетированные останки двух женщин, после чего Чайлдерс был объявлен в розыск. На следующий день его местонахождение  было установлено, но узнав об этом, Джеймс Чайлдерс с целью избежать ареста и последующего уголовного наказания совершил самоубийство, выстрелив себе в голову. ФБР классифицировало Чайлдерса как серийного убийцу.

## Биография
О ранних годах жизни Джеймса Чайлдерса известно мало. Известно что Чайлдерс родился 8 февраля 1964 года. Его семья владела фермой, площадью 96 акров на территории округа Брэкстон, где Джеймс провел свое детство и юношеские годы. Чайлдерс имел несколько братьев и сестер. После окончания школы, Чайлдерс переехал в Кларксберг, где в последующие годы освоил множество профессий, в основном в строительной сфере. В конце 1990-х годов Джеймс Чайлдерс начал демонстрировать признаки большого депрессивного расстройства, он начал увлекаться алкогольными напитками и наркотическими средствами. В дальнейшие годы он проходил длительный курс лечения от депрессии. Чайлдерс вел законопослушный образ действия и не подвергался уголовной ответственности. Он не был женат и не имел детей, но в проявлении гомосексуальных наклонностей замечен не был. Большинство из его друзей и знакомых характеризовали его крайне положительно.

## Разоблачение
1 июня 2009 года полиция Кларксберга получила пакет, содержащий письма и записанные на аудиоплёнку признательные показания Чайлдерса. Записи признаний носили пугающий и временами бессвязный характер. В них Джеймс Чайлдерс признался в совершении 5 убийств и 4 поджогов. Он не выразил раскаяние в содеянном и заявил, что мотивом совершения убийств послужила мизантропия. Чайлдерс признал, что в его характере преобладала чрезмерная обидчивость одновременно с подозрительностью, недоверчивостью и злобой на окружавших его людей, родственников и попытался объяснить причины этого. Джеймс Чайлдерс признался в том, что тела четырёх своих жертв захоронил на территории семейной фермы в округе Брэкстон, а тело пятой жертвы — на территории округа Барбур. Также он указал имена других людей — будущих потенциальных жертв, которых он планировал убить по тем или иным причинам и поведал о том, что пытался заплатить одному из своих знакомых за предоставление информации о местонахождении одной женщины, с которой Чайлдерс ранее состоял в романтических отношениях и которую также планировал убить. Через несколько часов после изучения признательных показаний Джеймса Чайлдерса, полиция провела обыск в указанных им местах и обнаружила два скелетированных женских трупа, одно из которых было идентифицировано как принадлежащее 26-летней Кэрри Линн Бейкер, которая пропала без вести в Кларксберге летом 2008 года. Её труп был обнаружен в округе Барбур. В ходе судебно-медицинской экспертизы было установлено что Бейкер умерла от последствий черепно-мозговой травмы, нанесённой тупым предметом. Второе тело было идентифицировано как принадлежащее 45-летней Кэролайн Сью Зауэрвейн. Тело жертвы было обнаружено на территории семейной фермы Чайлдерса в округе Брэкстон. Заурвейн была застрелена. Родственники Кэролайн Заурвейн заявили от том, что она была знакома с Чайлдерсом с 2001 года. Вскоре после того, как полиция выдала ордер на арест Чайлдера, он был замечен в одном из мотелей на территории округа Харрисон. 2 июня 2009 года, Джеймс Чайлдерс заметил сотрудников полиции на территории мотеля и во избежание ареста застрелился в своем номере. После его смерти, следователи совместно с кинологами обследовали территорию фермы, где согласно свидетельствам Джеймса, находились ещё как минимум три захоронения, но останки жертв впоследствии так и не были обнаружены. Тем не менее, полиция Кларксберга внесла Чайлдерса в список подозреваемых в совершении убийства Ральфа Хилла, который был знаком с Чайлдерсом и был убит в 2004 году. По мнению поведенческих экспертов ФБР, образ действия преступника совпадает с образом действия Джеймса Чайлдера.
В 2017 году кинокомпания «Lost Valley Studios» начала съёмки документального фильма под названием «Гора пропавших без вести» о событиях, происходивших в Кларксберге, в попытке провести независимое расследование и найти доказательства причастности Джеймса Чайлдерса к совершению убийств людей, которые в разные годы пропали без вести на территории Кларксберга, на территории округа Харрисон и на территории других округов. В процессе съёмок создатели фильма взяли интервью у друзей, соседей, одноклассников Чайлдерса, а также у сотрудников правоохранительных органов, которые поделились с ними информацией, полученной в ходе расследований преступлений Чайлдерса. Создатели фильма в рамках собственного расследования попытались получить доступ к семейной ферме Чайлдерса с целью обнаружения захоронений тел остальных жертв на территории фермы при помощи радара для поиска неметаллических объектов под землей, но члены семьи Чайлдерса не дали на это разрешение, а полиция Кларксберга отказалась выдавать ордер на обыск.